# Convoi HX 18
Le convoi HX 18 est un convoi passant dans l'Atlantique nord, pendant la Seconde Guerre mondiale. Il part de Halifax au Canada le 31 janvier 1940 pour différents ports du Royaume-Uni et de la France. Il arrive à Liverpool le 16 février 1940.

## Composition du convoi
Ce convoi est constitué de 43 cargos :
- Royaume-Uni : 38 cargos
- Grèce : 2 cargos
- États-Unis : 1 cargo
- Norvège : 2 cargos

## L'escorte
Ce convoi est escorté en début de parcours par :
- les destroyers canadiens : NCSM Saguenay et NCSM Skeena
- le cuirassé britannique : HMS Royal Sovereign

## Le voyage
Le cuirassé reste avec le convoi jusqu'au 8 février, les destroyers canadiens jusqu'au 10 février. Le convoi est escorté à nouveau le 13 février par les destroyers HMS Rochester (en) et HMS Winchelsea (en) jusqu'à l'arrivée.
Le pétrolier britannique Gretafield a pris du retard sur le reste du convoi et navigue seul. Il est attaqué par le sous marin allemand U-57 le 14 février vers 1h30 du matin. Il reçoit deux torpilles et prend feu. Il y a 11 morts. Le navire est abandonné et les 30 survivants sont recueillis par les HMS Peggy Nutten et HMS Strathalladale. Le pétrolier dérive et coule au large de Dunbeath (en) en Écosse (58° 14′ N, 3° 25′ O).
Un peu plus tard, ce même jour, le cargo britannique Langleeford est attaqué par le sous marin allemand U-26 vers 8h du matin. Il reçoit une torpille qui le coupe en deux (51° 40′ N, 12° 40′ O). Il y a 4 morts. Les 30 survivants sont interrogés par les Allemands puis relâchés avec du matériel donné par les Allemands ainsi qu'avec la direction pour atteindre la terre. Ils accosteront dans le Comté de Cork en Irlande.